# Rachel Klamer
Rachel Klamer (Harare, Zimbabue, 8 de octubre de 1990) es una deportista neerlandesa que compitió en triatlón. Está casada con el triatleta sudafricano Richard Murray.
Ganó una medalla de bronce en el Campeonato Mundial de Triatlón por Relevos Mixtos de 2017, una medalla de plata en los Juegos Europeos de Bakú 2015 y dos medallas en el Campeonato Europeo de Triatlón, en los años 2013 y 2019.
Participó en tres Juegos Olímpicos de Verano, entre los años 2012 y 2020, ocupando el cuarto lugar en Tokio 2020, en las pruebas individual y de relevo mixto.

## Palmarés internacional
| Campeonato Mundial por Relevos Mixtos | Campeonato Mundial por Relevos Mixtos | Campeonato Mundial por Relevos Mixtos | Campeonato Mundial por Relevos Mixtos |
| Año                                   | Lugar                                 | Medalla                               | Prueba                                |
| ------------------------------------- | ------------------------------------- | ------------------------------------- | ------------------------------------- |
| 2017                                  | Hamburgo (Alemania)                   | Medalla de bronce                     | Relevo mixto                          |
| Juegos Europeos                       |                                       |                                       |                                       |
| Año                                   | Lugar                                 | Medalla                               | Prueba                                |
| 2015                                  | Bakú (Azerbaiyán)                     | Medalla de plata                      | Individual                            |
| Campeonato Europeo                    |                                       |                                       |                                       |
| Año                                   | Lugar                                 | Medalla                               | Prueba                                |
| 2013                                  | Alanya (Turquía)                      | Medalla de oro                        | Individual                            |
| 2019                                  | Weert (Países Bajos)                  | Medalla de bronce                     | Relevo mixto                          |